# Collegiata di San Giovanni Battista (Fucecchio)

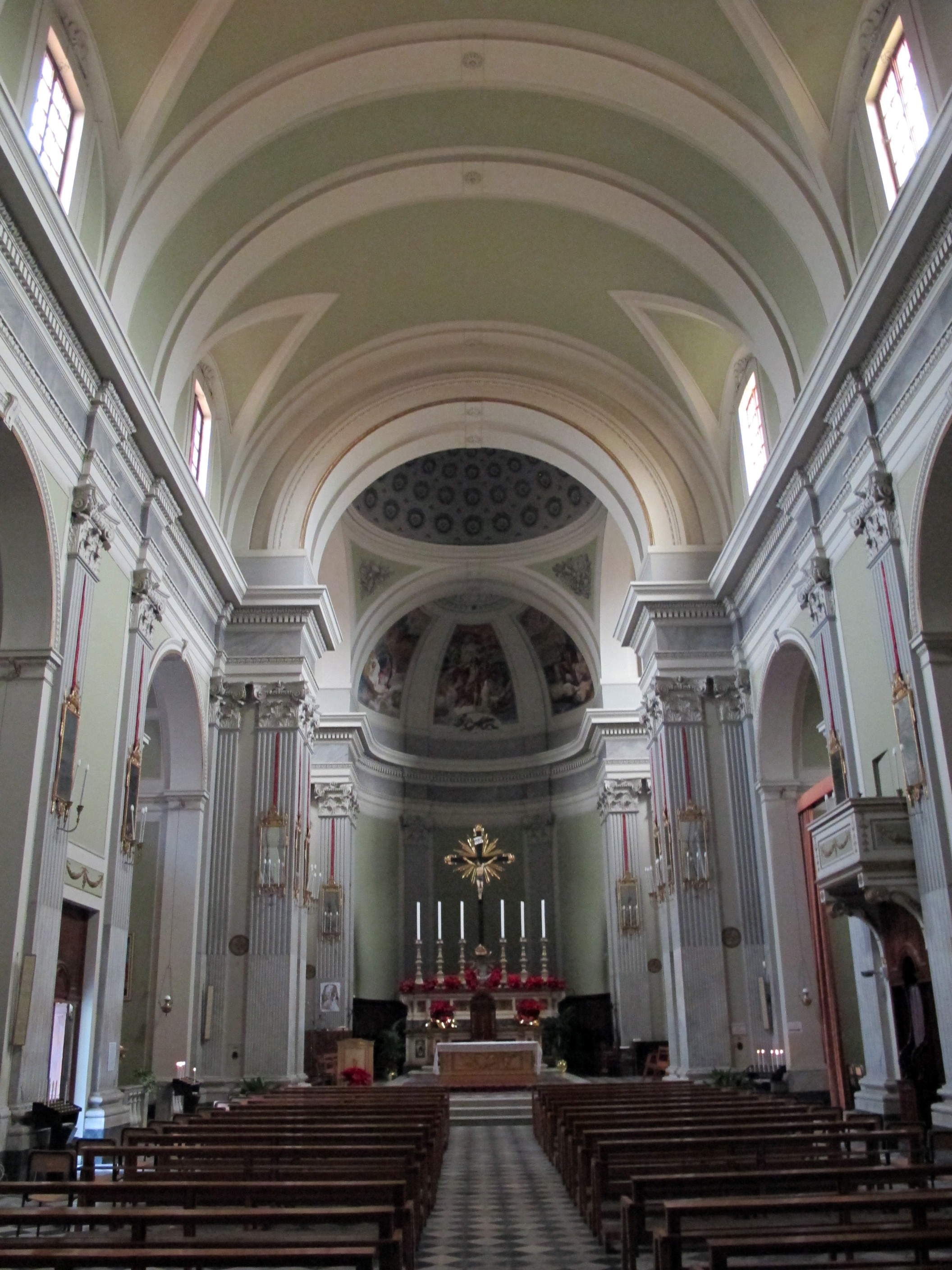
Interno

La collegiata di San Giovanni Battista si trova a Fucecchio, in provincia di Firenze.

## Storia
La collegiata settecentesca fu edificata nel luogo dove sorgeva l'antica pieve che si era trasferita nel centro cittadino con la bolla di Pasquale II del 1106.
L'impianto è neoclassico e fu inaugurata il 3 ottobre 1787, giorno della festa del santo patrono san Candido. I lavori erano iniziati nel 1780 con il progetto del capomaestro varesino Giuseppe Vannetti: il progetto fu supervisionato da Zanobi del Rosso, attivo in quegli anni a Firenze nella chiesa di Santa Margherita in Santa Maria de' Ricci.

## Descrizione
Presenta un'alta facciata, mai completata.
Il vasto interno, ad aula unica, è in stile neoclassico. Nella prima cappella a sinistra, una tavola del pittore locale Bartolomeo Ghetti databile al 1525, con la Madonna in trono col Bambino e santi e il Battesimo di Cristo; nella terza cappella a sinistra, un altorilievo in marmo raffigurante la Madonna col Bambino (detta Madonna di Piazza) del XVI secolo.
Nella sagrestia, affreschi settecenteschi di Domenico Bamberini.
La chiesa possiede un monumentale organo di Nicomede Agati del 1850.